# Kitgum
Kitgum  este un oraș  în  Uganda. Este reședinta  districtului Kitgum.